# Maximilià de Saxònia
Maximilià de Saxònia (Dresden 1759 - 1838), Duc de Saxònia i membre de la casa reial dels Wettin.

## Orígens familiars
Nascut el 13 d'abril de l'any 1759 al Palau Reial de Dresden essent fill de l'elector Frederic Cristià I de Saxònia i de la princesa Maria Antònia de Baviera. El príncep era net per via paterna del rei-elector Frederic August II de Saxònia-Polònia i de l'arxiduquessa Maria Josepa d'Àustria mentre que per via materna ho era de l'emperador Carles VII, emperador romanogermànic i de l'arxiduquessa Maria Amàlia d'Àustria.

## Núpcies i descendents
El 9 de maig de l'any 1792 es casà amb la princesa Carolina de Borbó-Parma, filla del duc Ferran I de Parma i de l'arxiduquessa Maria Amàlia d'Àustria. La parella tingué onze fills:
- SAR la princesa Maria Amàlia de Saxònia, nascuda el 1794 i morta el 1870 a Dresden.
- SAR la princesa Maria Ferranda de Saxònia, nascuda a Dresden el 1796 i morta el 1865 a Viena. Es casà amb el gran duc Ferran III de Toscana.
- SM el rei Frederic August II de Saxònia, nascut a Dresden el 1797 i mort el 1854. Es casà en primeres núpcies amb l'arxiduquessa Maria Carolina d'Àustria i en segones núpcies amb la princesa Maria Anna de Baviera.
- SAR el príncep Clemens de Saxònia, nascut el 1798 a Dresden i mort el 1824.
- SAR la princesa Maria Anna de Saxònia, nascuda el 1799 a Dreden i morta el 1832 a Florència. Es casà amb el gran duc Leopold II de Toscana.
- SM el rei Joan I de Saxònia, nascut a Dreden el 1801 i mort el 1873 a la capital saxona. Es casà amb la princesa Amàlia Augusta de Baviera.
- SAR la princesa Maria Josepa de Saxònia, nascuda a Dresden el 1803 i morta el 1829 a Madrid. Es casà amb el rei Ferran VII d'Espanya.

A la mort de la seva esposa es tornà a casar amb la princesa Maria Lluïsa de Borbó-Parma de la qual no tingué fills.
L'any 1830 per tal de facilitar l'ascens al tron saxó del seu fill renuncià als seus drets dinàstics a la Corona de Saxònia en favor de la seva descendència.